# Пеннингтон-Гап
Пеннингтон-Гап (англ. Pennington Gap) — город в округе Ли в штате Виргиния США. По данным переписи 2020 года, численность населения города составляла 1624 человека.

## Население
| 2010 | 2020  |
| ---- | ----- |
| 1781 | ↘1624 |